# Filles perdues (bande dessinée)
Pour les articles homonymes, voir Lost Girls et Filles perdues (homonymie).
Filles perdues (anglais : Lost Girls) est une bande dessinée érotique écrite par Alan Moore et dessinée par Melinda Gebbie. Ses cinq premiers chapitres ont été publiés en 1991-1992 dans la revue américaine Taboo, augmentés de deux nouveaux chapitres lorsqu'ils ont été recueillis en deux albums par Tundra Publishing en 1995 et 1996, puis de vingt-deux nouveaux chapitres pour la parution d'un recueil en trois volumes chez Top Shelf Productions en 2006. 
La traduction française, due à Anne Capuron et publiée chez Delcourt en 2008, a figuré en sélection officielle du festival d'Angoulême 2009.

## Synopsis
Dans un hôtel nommé Himmelgarten au début du XXe siècle, trois jeunes femmes vont se rencontrer et s'apercevoir lors d'une réminiscence érotique qu'elles possèdent toutes trois le point commun d'avoir été les héroïnes d'histoires qui s'avèrent être pour le lecteur les contes les plus célèbres de son enfance : Le Magicien d'Oz, Alice au pays des merveilles et Peter Pan.
Dorothé, Alice et Wendy dès lors, dans une Europe qui se prépare à la guerre, vont se confesser entre elles-mêmes, ce passé sulfureux qui rendit l'oubli d'abord nécessaire.

## Un projet et une publication mouvementés
Filles perdues est un long projet, qui dure plus de 16 ans. Publié au départ dans le magazine Taboo, le projet est remanié plusieurs fois, toujours dans le sens d'une collaboration plus étroite entre Alan Moore et Melinda Gebbie. Une série à dix exemplaires est envisagée, mais, l'ampleur de l'œuvre se révélant au fur et à mesure, il est finalement décidé de livrer à un éditeur un seul grand ensemble cohérent. Top Shelf s'en charge, et, après quelques retards, l'ouvrage est publié en 2006 aux États-Unis. Le détenteur des droits de Peter Pan, l'hôpital Great Ormond Street, bloque longtemps la publication au Royaume-Uni, et par là même dans toute l'Europe. Début 2008, les droits expirent, et Filles perdues sort en librairie. Néanmoins, malgré le succès critique et commercial, certaines chaînes comme Virgin refusent encore aujourd'hui de l'intégrer à leurs catalogues.
En France, Filles perdues a failli ne pas sortir mais il paraît finalement en 2008 chez Delcourt en un volumineux ouvrage (traduction d'Anne Capuron).